# Kang Chang-Mo
Kang Chang-Mo es un deportista surcoreano que compitió en taekwondo. Ganó una medalla de oro en el Campeonato Mundial de Taekwondo de 1987 y una medalla de oro en el Campeonato Asiático de Taekwondo de 1992.

## Palmarés internacional
| Campeonato Mundial  | Campeonato Mundial     | Campeonato Mundial | Campeonato Mundial |
| Año                 | Lugar                  | Medalla            | Categoría          |
| ------------------- | ---------------------- | ------------------ | ------------------ |
| 1987                | Barcelona (España)     | Medalla de oro     | –54 kg             |
| Campeonato Asiático |                        |                    |                    |
| Año                 | Lugar                  | Medalla            | Categoría          |
| 1992                | Kuala Lumpur (Malasia) | Medalla de oro     | –64 kg             |